# チャーク水道橋
チャーク水道橋（チャークすいどうきょう、英語: Chirk Aqueduct）は、高さ約 20メートル (66 ft)、長さ 220メートル (720 ft) の航行可能な水道橋（可航水道橋、Navigable aqueduct）であり、チャークに近いイングランドとウェールズの境界をつなぎ、現在もサンゴセン運河（ウェールズ語: Camlas Llangollen）をケイリオグ渓谷（ウェールズ語: Dyffryn Ceiriog）の向こう側に渡している。

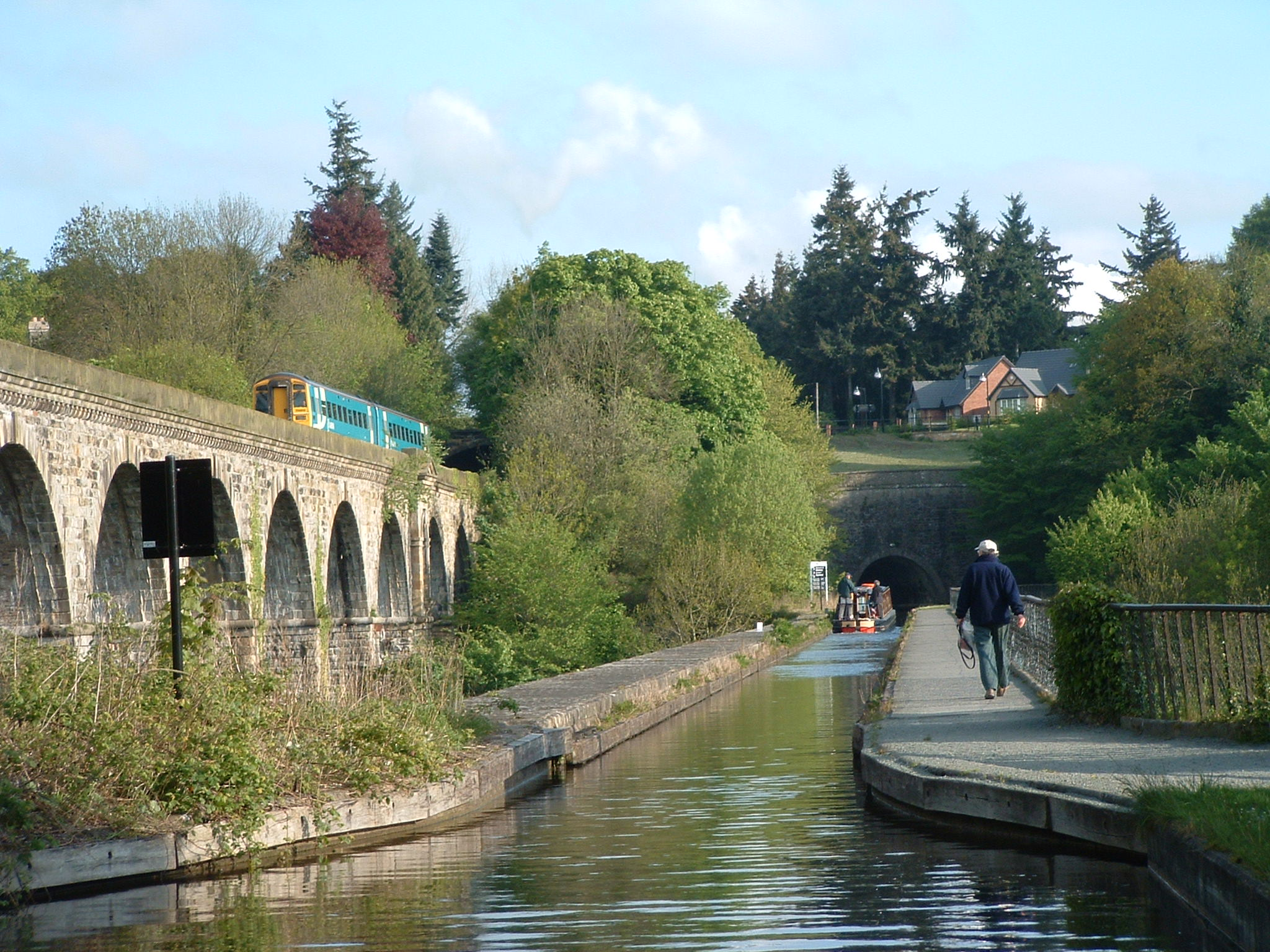
チャーク水道橋。左上側にチャーク鉄道高架橋があり、前方にチャーク・トンネルが見える。

チャーク水道橋は、エレスメア運河のためにトーマス・テルフォードによって設計され、1801年に完成した。水道橋は水を保持する鋳鉄製のトラフ（溝部）を備えるが、石造壁が内側の鋳鉄を効果的に隠している。チャーク水道橋は、テルフォードによる革新的なシュルーズベリー運河のロングドン・オン・ターン水道橋より続くもので、さらにサンゴセン運河のポントカサステ水道橋の先駆けであった。
テルフォードは水道橋ならびに橋における鋳鉄の使用の先駆者であった。そして鋳鉄のトラフは、イギリスの運河網のほか、特にしっかりと水を漏らさない交差部や橋が必要であったところで広く使用された。他の有名な例では、バッキンガムシャーのミルトン・キーンズにおけるグランド・ジャンクション運河のコスグローヴ水道橋がある。

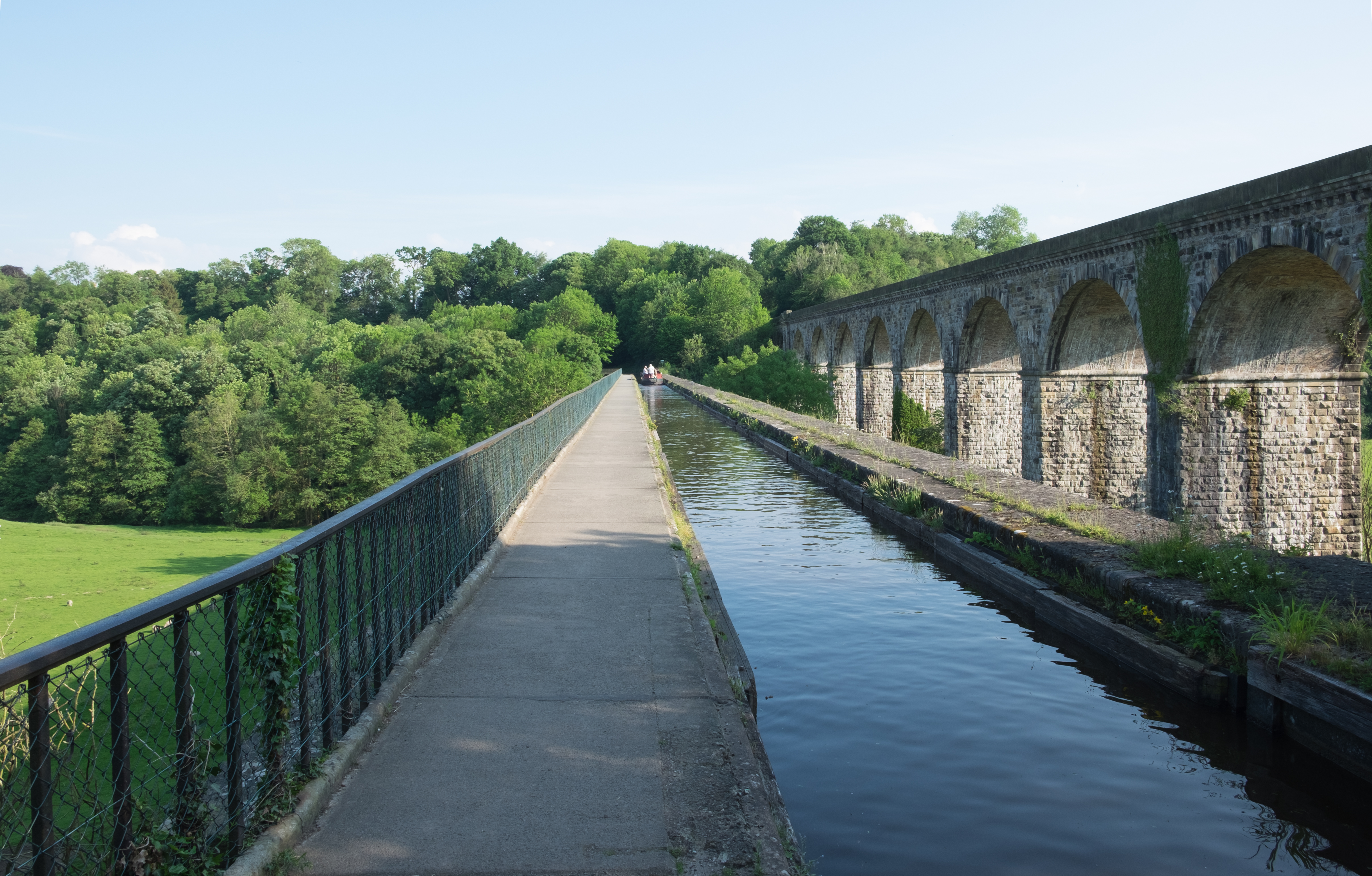
水道橋の水路沿いの側道。

チャーク水道橋は10のアーチからなり、それぞれの支間長は 40フィート (12 m) である。水面は、地上 65フィート (20 m) およびセイリオグ川の上 70フィート (21 m) にある。最初の石（定礎石）は1796年6月17日に据えられた。William Hazledine が鉄製部分を水道橋に備えつけた。側板は1870年に水道橋に加えられた。チャーク・トンネルが、チャーク水道橋の北端より始まり、サンゴセン（スランゴレン）に向けて続く運河を通している。